# Sergio Infante
Sergio Infante Reñasco (Santiago, 1 de mayo de 1947) es un escritor chileno residente en Suecia que cultiva principalmente la poesía, aunque ha incursionado asimismo en la novela.

## Biografía
Sergio Infante publicó su primer poemario, Abismos grises, a los 20 años, en 1967. En esa época, a finales de la década de los sesenta, desarrolló una intensa vida cultural en los círculos artísticos de Santiago, al tiempo que estudiaba en la Escuela de Bellas Artes.  Por compromiso social y debido al clima político imperante, suspendió sus estudios de arte y se trasladó al sur de Chile, donde residió principalmente en la isla de Chiloé.
El golpe militar de 1973 que, encabezado por el general Augusto Pinochet derrocó al gobierno del socialista Salvador Allende, lo pilló en Osorno, ciudad adonde había llegado diez días antes a la casa de un correligionario: Infante militaba en el Movimiento de Izquierda Revolucionaria (MIR). Obligado a exiliarse, salió primero a Argentina al año siguiente y 18 meses más tarde, en 1975, viajó con su mujer como refugiado político a Suecia, país en el que reside desde entonces.
Allí cursó estudios universitarios de Castellano y, en 1977, fundó con los poetas Adrián Santini y Carlos Geywitz el Grupo Taller de Estocolmo, al que luego se uniría el poeta Sergio Badilla Castillo y el narrador Edgardo Mardones.
Desde finales de los años 1980 y por más de 20 años fue profesor del Departamento de Español, Portugués y Estudios Latinoamericanos de la Universidad de Estocolmo; se jubiló en 2013. Su tesis doctoral la hizo en torno a la obra Yo el Supremo de Augusto Roa Bastos, que fue publicada en 1991 con el título de El estigma de la falsedad.
Es hermano mayor del editor Arturo Infante, fue yerno del escritor Rubén Azócar y es padre del rapero sueco conocido como Stor.

## Obras

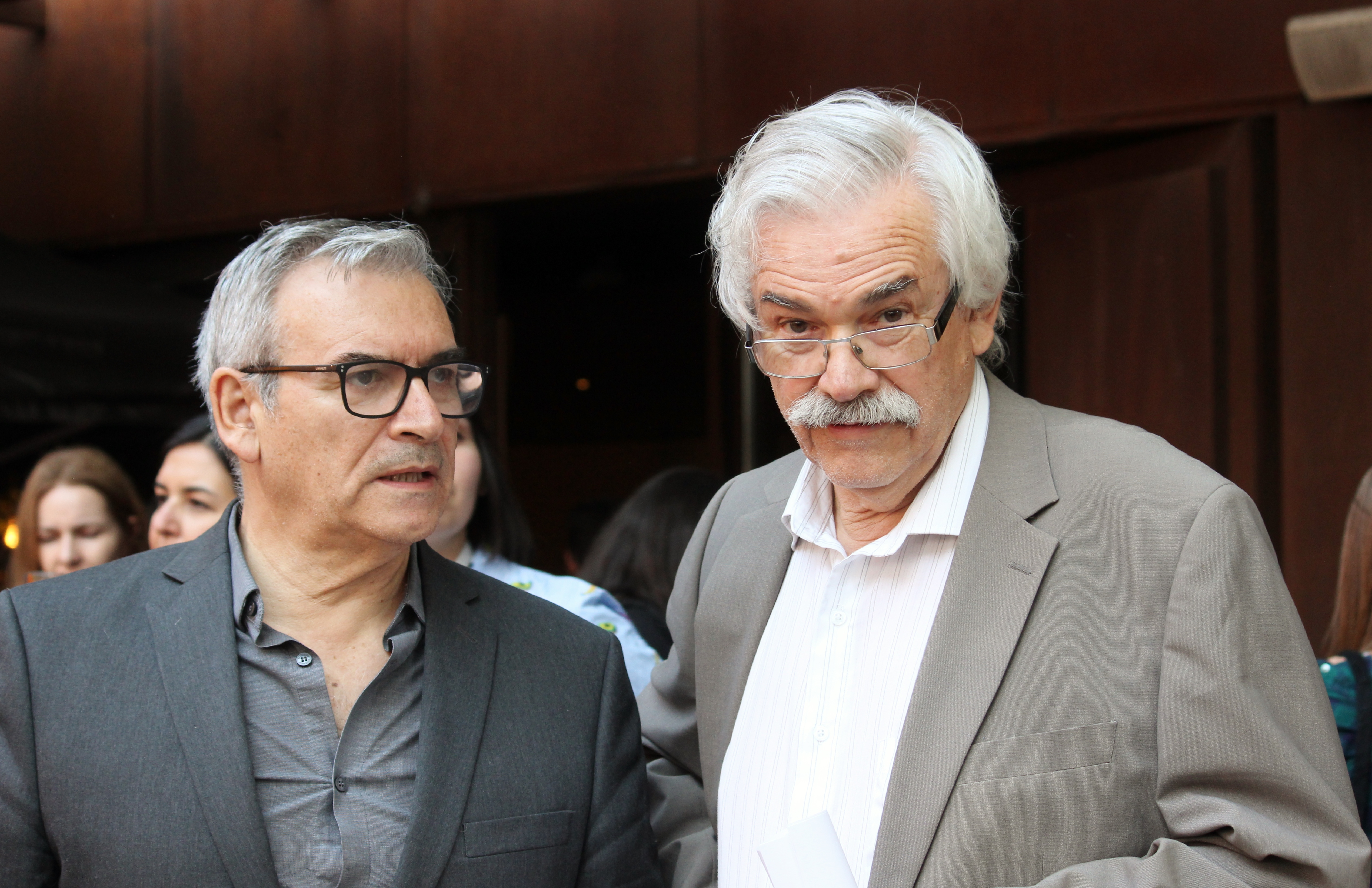
Con Arturo Infante, su hermano editor; FAS 2018

### Poesía
- Abismos grises, imprenta Real Cóndor, Santiago de Chile, 1967
- Exilios / Om Exilen, Estocolmo, 1979
- Retrato de época, Estocolmo, 1982
- El amor de los parias, Santiago, 1990
- La del alba sería, RIL Ediciones, Santiago, 2002
- Las aguas bisiestas, Catalonia, Santiago, 2012
- Las caras y las arcas, trilogía con los poemarios Epifanía y trastienda, Alameda almenada y Oculto en el doble fondo; Catalonia, Santiago, 2017

### Novela
- Los rebaños del cíclope, Catalonia, Santiago de Chile, 2008